# 상주 황령사 아미타후불탱
상주 황령사 아미타후불탱(尙州 黃嶺寺 阿彌陀後佛幀)은 대한민국 경상북도 상주시에 있는 조선시대의 불화이다. 2002년 7월 15일 경상북도의 유형문화재 제337호로 지정되었다.

## 개요
이 탱화는 화면이 약간 어둡게 변질되었지만 상겸파 특유의 화풍인 사실적이면서도 단아한 인물묘사와 세장한 신체표현의 특징이 잘 나타나 있어 18세기 후반의 불화 가운데서도 작품성이 뛰어나고, 화면은 아미타불 중심으로 8대보살, 사천왕, 10대제자가 좌우로 자리하도록 구성하였다.
탱화 조성(造成)에 참여한 화승은 尙謙, 창은, 性玧, 快全, 法成 有弘등이며 尙謙을 주축으로 하는 상겸파의 초기의 작품으로 경기도 화파가 경북지역에 미친 영향을 연구해 볼 수 있는 귀중한 자료이다. 상겸파는 이후 이 탱화를 조성한 인연으로 남장사의 괘불과 십육나한탱을 제작하였다. 황령사는 임진왜란을 당하여 창의한 의병들이 본거지로 사용한 호국사찰이다. 그로 인하여 사찰이 소실되는 참화를 당했고 그 후 1966년 주지 상호화상에 의하여 재건되었다.

## 참고 자료
- 상주황령사아미타후불탱 - 국가유산청 국가유산포털